# Mont Gikizi
Mont Gikizi ist der Name eines Berges des ostafrikanischen Staates Burundi.
Der Berg Gikizi hat eine Höhe von etwa 2130 m und liegt etwa 45 km östlich des Tanganjikasees. An seinen Hängen entspringt der Fluss Luvironza (auch: Ruvironza), der heute als der Quellfluss des Nils angesehen wird, da seine Quelle am weitesten südlich von der Mündung des Nils ins Mittelmeer entfernt liegt.